# Congrès des écrivains et artistes noirs

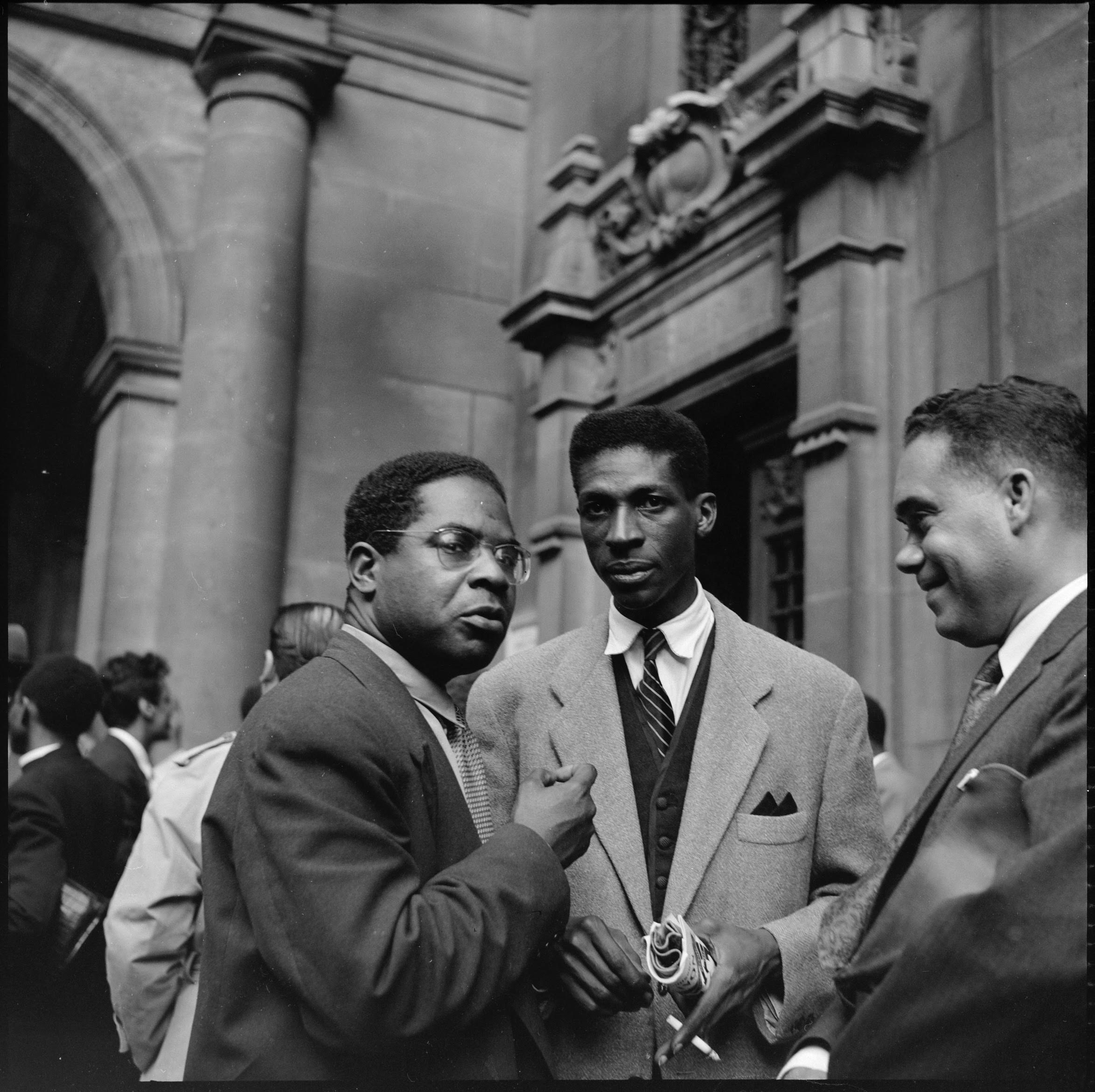
Aimé Césaire, Jacques Alexis et Richard Wright, en marge du congrès.

Le premier Congrès des écrivains et artistes noirs s'est tenu à Paris en 1956 à l'initiative d'Alioune Diop et de la revue Présence africaine qu'il avait créée en 1947.

## L'événement
Le premier Congrès se déroule du 19 septembre au 22 septembre 1956 dans un lieu chargé d'histoire, l'amphithéâtre Descartes à la Sorbonne qui avait accueilli la Déclaration universelle des droits de l'homme en 1948.
L'affiche est signée Pablo Picasso.

### Participants
Y participeront Aimé Césaire, Frantz Fanon, Richard Wright, Amadou Hampâté Bâ, James Baldwin, Joséphine Baker, Jean-Paul Sartre, Pablo Picasso, Claude Lévi-Strauss et d'autres personnalités, ainsi que de nombreux étudiants noirs parisiens.
L'absence de W.E.B. Du Bois, interdit de passeport par le gouvernement américain, est remarquée. Sa lettre au congrès est lue à l'ouverture de celui-ci.
Certains participants sont jugés par les gouvernements occidentaux « trop à gauche ». Pourtant si une forme de marxisme est bien présente (surtout dans les délégations africaines), le dialogue s'instaurera entre différentes expressions culturelles, chrétiens catholiques et protestants convaincus, musulmans, libéraux et même anti-communistes. Lors de cette conférence se joue l'invention d'une communauté fondée sur quelque chose de plus grand que la simple couleur de la peau.

## Les enjeux
Dans son introduction, Alioune Diop déclare que « ce jour sera marqué d'une pierre blanche. Si depuis la fin de la guerre, la rencontre de Bandung constitue pour les consciences non-européennes, l'événement le plus important, je crois pouvoir affirmer que ce premier Congrès mondial des Hommes de Cultures noirs, représentera le second événement de cette décennie ».
Malgré l'indifférence dans l'actualité française ou internationale, l'influence grandissante de cette conférence inquiétera la diplomatie américaine, qui refusera des visas à de nombreux invités noirs américains. Le gouvernement des États-Unis interdira ainsi à W.E.B. Du Bois de sortir du territoire, mais aussi exercera une influence directe via la CIA engagée dans une lutte anti-marxiste et inquiète de l'influence du parti communiste en France et en Europe.
Alors que s'engage la Guerre froide entre les deux super-puissances nucléaires engagées dans une lutte économique sans merci, ainsi qu'en France la Guerre d'Algérie, les voix s'élèvent pour engager l'Afrique vers une totale décolonisation, et la reconnaissance d'une culture noire spécifique, la « négritude » défendue par Léopold Sédar Senghor, soutenue par les intellectuels francophones, contre l'avis pro-libéral des délégations noires américaines et anglaises, pourtant tous unis contre le colonialisme.

## Postérité
Un deuxième Congrès des écrivains et artistes noirs se tient à Rome du 26 mars au 1er avril 1959. Le cinéaste documentaire et historien du cinéma Paulin Soumanou Vieyra couvre l'événement avec un court-métrage. La revue Présence africaine consacre un numéro à ce deuxième congrès.
Du 19 au 22 septembre 2006, l'UNESCO organise des manifestations commémorant le 50e anniversaire du premier congrès dans le même amphithéâtre de la Sorbonne.

### Filmographie
- 1959 : Paulin Soumanou Vieyra, « Présence africaine » à Rome (court-métrage)
- 2006 : Bob Swaim, Lumières Noires (documentaire)